# Clube Desportivo da Lunda Sul
CD Lunda-Sul, y su nombre completo es Clube Desportivo da Lunda Sul, y abreviado Desportivo Lunda Sul,  es un club de fútbol angoleño fundado en la ciudad de Saurimo.
Jugó en la liga nacional de fútbol ( Girabola ). Los colores del club son el azul y el blanco.

## Historia
Establecido en 2020 en noviembre En la ciudad de Saurimo. Luchó en 2020/21 Segundo en el cargo de primer ministro. Se convirtieron en los ganadores de la serie C.  Entró en la división de élite.
2021-2022 Girabola debutó y finalizó en el puesto 13 entre 16 participantes. 

## Estadio
Los partidos en casa se juegan en el Estadio das Mangueiras de Saurimo.

## Logros

### Logros nacionales
- Liga de Angola: 0

- segundo: 1

Ganadores de la Serie B: 2021
- Copa de Fútbol de Angola: 0

- Supercopa de fútbol de Angola: 0

## Personal
| Nombre           | Nacionalidad     | Cargo                         |                  |
| Personal técnico | Personal técnico | Personal técnico              | Personal técnico |
| ---------------- | ---------------- | ----------------------------- | ---------------- |
| Maurilio         |                  | Entrenador principal          |                  |
| —                |                  | Entrenador asistente          |                  |
| —                |                  | Entrenador de porteros        |                  |
| Médico           |                  |                               |                  |
|                  |                  | Fisioterapeuta                |                  |
| Gestión          |                  |                               |                  |
| Miguel da Silva  |                  | Presidente                    |                  |
|                  |                  | Jefe del Departamento de Pies |                  |

## Historial del gerente
| Sérgio Traguil |  | (2020–21) |  |
| Kidumo Pedro   |  | (2021–22) |  |